# Дорлиак, Ксения Николаевна
Ксения Николаевна Дорлиак (урождённая Фелейзен; 1881/1882—1945) — фрейлина двора императрицы Александры Фёдоровны, впоследствии советская оперная артистка (меццо-сопрано), вокальный педагог и музыкально-общественный деятель. Заслуженный деятель искусств РСФСР (1944).
Обладала гибким голосом красивого тембра, отточенной вокальной техникой и исполнительской культурой. Мать актёра Дмитрия Дорлиака и оперной певицы Нины Дорлиак.

## Биография
Родилась 30 декабря 1881 (11 января 1882) в Петербурге в богатой дворянской семье Фелейзен.
В 1900 году окончила петербургский Смольный институт, где затем до 1906 года преподавала в младших классах фортепьяно и руководила хором. Пению обучалась в 1903—1909 годах в Петербургской консерватории (класс С. Гладкой).
На оперной сцене дебютировала в 1906 году в консерваторском спектакле в партии Марцелины («Свадьба Фигаро» В. А. Моцарта). Окончив с отличием консерваторию, до 1911 года Дорлиак вела концертную деятельность и одновременно совершенствовалась в вокальном искусстве под руководством Н. Ирецкой. В 1911—1912 годах пела в операх Р. Вагнера в парижском театре «Гранд-Опера». 27 апреля 1912 года дебютировала в партии Аиды (одноимённой оперы Дж. Верди) в петербургском Мариинском театре. В 1913—1914 годах гастролировала в Берлине, Праге, Шарлоттенбурге. В 1914 году в связи со смертью мужа оставила сценическую деятельность.
В 1920 году Ксения Дорлиак возобновила концертную деятельность, а её последний концерт состоялся в 1937 году в Малом зале Московской консерватории.

### Преподавательская деятельность
В 1914—1929 годах преподавала в Петроградской консерватории (с 1918 года — профессор, в 1922—1928 годах возглавляла вокальный отдел, а также руководила оперной студией); с 1930 года — в Московской консерватории (сольное и камерное пение; в 1932—1934, 1936—1941 и 1943—1945 годах — декан вокального факультета; в 1944—1945 годах — научный руководитель аспирантуры по сольному пению; в 1933—1934 годах — заведующая, в 1944—1945 годах — художественный руководитель Оперной студии). Также с 1930 года преподавала камерное пение в Музыкальном училище им. Гнесиных. В 1925 году как педагог была командирована в Париж и Лондон.
Среди учеников Ксении Дорлиак — Р. Я. Альперт-Хасина, А. Григорьева, Н. Дорлиак, П. Т. Киричек, Е. Кругликова, О. Я. Леонтьева, Л. Мельникова, В. И. Рамм, Г. С. Селюк-Лапина, Т. Талахадзе, Т. Утропина, С. М. Хромченко, И. Шмелёв, Е. Шумахер, Е. Шумилова, А. Эпова, Т. Янко, И. Яунзем.
Скончалась 8 марта 1945 года в Москве и похоронена на Новодевичьем кладбище рядом с сыном.

## Семья
Муж — Лев Фабианович Дорлиак (1875—1914), финансист, на протяжении долгих лет был личным секретарём министра финансов В. Н. Коковцова.
- Дочь — Нина Львовна Дорлиак (1908—1998), советская и российская камерная и оперная певица (сопрано), педагог, народная артистка СССР. Похоронена в Москве на Новодевичьем кладбище рядом с матерью и братом.
- Сын — Дми́трий Льво́вич Дорлиа́к (1912—1938), советский актёр. Похоронен в Москве на Новодевичьем кладбище.
  - Внук — Дмитрий Дмитриевич Дорлиак (1937—2018), с годовалого возраста воспитывался в семье тёти — певицы Нины Львовны Дорлиак и пианиста Святослава Рихтера, о котором он впоследствии написал книгу. До эмиграции во Францию состоял в труппе различных московских театров. Умер в Париже в марте 2018 года в возрасте 81 года.

## Признание заслуг
- Доктор искусствоведения (1941).
- Заслуженный деятель искусств РСФСР (1944).
- Награждена орденом Трудового Красного Знамени (1944).